# Karl-Heinz Bergmann
Karl-Heinz Bergmann (* 20. Oktober 1936 in Sollstedt; † 20. März 2001) war ein deutscher Fußballtorwart. Von 1953 bis 1963 spielte er in der DDR-Oberliga, der höchsten Liga im DDR-Fußball.

## Sportliche Laufbahn
Schon im Alter von fünf Jahren begann Karl-Heinz Bergmann seine Fußballkarriere beim heimischen VfL Sollstedt. Diese wurde schon nach zwei Jahren unterbrochen, da infolge des Weltkrieges der Verein seine Nachwuchssparte schloss. Erst ab 1949 konnte er bei der neu gegründeten Sportgemeinschaft Sollstedt (später Betriebssportgemeinschaft (BSG) Aktivist) wieder organisiert Fußball spielen. Zur Saison 1951 wechselte Bergmann zur Nachwuchsabteilung des regionalen Fußballschwerpunktes BSG Turbine Erfurt, aus dem 1954 der SC Turbine wurde. 
Im Sommer 1955 wechselte Bergmann zum Oberligisten SC Aktivist Brieske-Senftenberg, wo er zunächst für die 1. Mannschaft als zweiter Torwart hinter Hans Jünemann vorgesehen war. Das Duell zog sich über die gesamten acht Oberligaspielzeiten Bergmanns hin, in denen Bergmann erst 1958 die Überhand gewann. Seine Briesker Laufbahn begann mit der 1955er Übergangsrunde, die in der Oberliga mit 13 Spielen ausgetragen wurde, um wie im gesamten DDR-Fußball die Spielzeiten nach sowjetischem Vorbild auf die Kalendersaison umzustellen. Bergmann bestritt nur zwei Partien und kam in der Saison 1956 überhaupt nicht zum Zuge. Nach weiteren zwei Oberligaspielen 1957 gelang Bergmann in der Spielzeit 1958 der Durchbruch, als er Jünemann (nur sechs Einsätze) mit 21 Spielen überflügelte. In der nächsten Saison gewann Jünemann wieder das Duell im Verhältnis 14:13. Erst 1960 wurde Bergmann endgültig die Nummer eins im Briesker Tore. Bis 1963 hütete er das Tor bei 91 ausgetragenen Oberligabegegnungen 74-mal. 
Nach der Saison 1962/63 (Rückkehr zur Sommer-Frühjahr-Spielzeit) stieg der SC Aktivist aus der Oberliga ab. Dies wurde zum Anlass genommen, den SC Aktivist aufzulösen und dessen Fußballabteilung dem neu gegründeten SC Cottbus anzugliedern. Bergmann gehörte zu den Spielern, die im Gegensatz zu einigen anderen den Wechsel mit vollzogen. Der SC Cottbus übernahm den DDR-Liga-Platz des SC Aktivist, während Bergmann weiterhin Stammtorwart blieb und in den 30 Ligaspielen 23-mal zum Einsatz kam. Zur Saison 1964/65 wurde der acht Jahre jüngere Volkhard Jany zum ersten Torwart ernannt und Bergmann kam in der Hinrunde nicht zum Einsatz. 
Karl-Heinz Bergmann kehrte daraufhin im Februar 1965 nach Brieske zurück, wo inzwischen die BSG Aktivist Ost die Tradition des Briesker Fußballs als Neuling in der DDR-Liga fortsetzte. Bergmann bestritt in den 15 Spielen der Rückrunde noch sechs Begegnungen. Der BSG Aktivist gelang es nicht, den Klassenerhalt zu erreichen und stieg auf Dauer in die Bezirksliga ab. Damit war auch Bergmanns Laufbahn im höherklassigen Fußball beendet.